# Trachylepis varia
Trachylepis varia este o specie de șopârle din genul Trachylepis, familia Scincidae, descrisă de Peters 1867. Conform Catalogue of Life specia Trachylepis varia nu are subspecii cunoscute.